# Joel González
Joel González Bonilla (* 30. září 1989 Figueres) je španělský taekwondista, soutěžící ve váze do 68 kilogramů. Ze 111 soutěžních zápasů zaznamenal devadesát vítězství. Je absolventem Technické univerzity v Cartageně.
Vyhrál olympiádu 2012 v Londýně, kde ve finále váhy do 58 kg porazil I Te-una z Jižní Korey, na LOH 2016 v Rio de Janeiro soutěžil ve váze do 68 kg, kde podlehl v semifinále Jordánci Ahmadu Abughaušovi a v následném utkání o bronzovou medaili porazil postupujícího z oprav, venezuelského reprezentanta Edgara Contrerase.
Je mistrem světa z let 2009 a 2011, mistrem Evropy 2010 a 2012 a juniorským mistrem Evropy 2009, na Evropských hrách 2015 i na Univerziádě 2015 skončil třetí. V roce 2012 byl vyhlášen španělským sportovcem roku, je držitelem zlaté medaile Královského řádu za sportovní úspěchy.